# Pieniążnik rozgałęzionotrzonowy

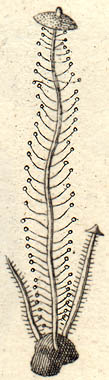
Rycina przedstawiająca Dendrocollybia racemosa, zamieszczona w dziele Esenbecka Das System der Pilze und Schwämme (1816)

Pieniążnik rozgałęzionotrzonowy (Dendrocollybia racemosa) (Pers.) R.H. Petersen & Redhead – gatunek grzybów z rzędu pieczarkowców (Agaricales), jedyny przedstawiciel rodzaju Dendrocollybia. Owocniki tego gatunku zwykle wyrastają na rozkładających się owocnikach innych grzybów kapeluszowych. Mają szarobiałe lub szarobrązowe kapelusze o średnicy do 1 cm, osadzone na charakterystycznych trzonkach z krótkimi poziomymi odgałęzieniami. Odgałęzienia te często zakończone są konidioforami: grzyb może rozmnażać się płciowo lub bezpłciowo. Dlatego obserwuje się niekiedy owocniki z niewykształconymi kapeluszami. Owocniki wyrastają z czarnej skleroty wielkości ziarna grochu. Postać anamorficzna grzyba znana jest jako Tilachlidiopsis racemosa; wyróżnia się zdolnością do wzrostu w stosunkowo niskich temperaturach.

## Systematyka
Rodzaj Dendrocollybia został utworzony w 2001 roku, dla gatunku znanego wcześniej jako Collybia racemosa. Przedtem był zaliczany do rodzaju pieniążek (Collybia) liczącego cztery gatunki po rewizji rodzaju z 1997 roku, w której większość gatunków zaliczono do rodzajów Gymnopus i Rhodocollybia. C. racemosa został opisany przez Christiaana Hendrika Persoona jako Agaricus racemosus w 1797 roku, i usankcjonowany przez Eliasa Magnusa Friesa w 1821. Fries w swojej pracy Systema Mycologicum zebrał różne małe grzyby o wysklepionym kapeluszu i delikatnym trzonie w „plemię” Collybia, do którego zaliczył także omawiany gatunek. Lucien Quélet w 1873 roku podniósł plemię Collybia do rangi rodzaju. Samuel Frederick Gray w swojej pracy z 1821 roku wprowadził nazwę Mycena racemosa, jednak ani nazwa łacińska, ani zaproponowana przez Graya angielska nazwa zwyczajowa („racemelike high-stool”) nie przyjęły się.
W czwartym wydaniu Agaricales in Modern Taxonomy Rolfa Singera Collybia racemosa umieszczono w sekcji Collybia, wspólnie z trzema gatunkami zaliczanymi do tego rodzaju do dziś: C. tuberosa, C. cirrhata i C. cookei. Na podstawie analizy filogenetycznej fragmentów ITS (ang. internal transcribed spacer) w rDNA wykazano, że istotnie C. tuberosa, C. cirrhata i C. cookei tworzą monofiletyczną grupę w obrębie większego kladu, zawierającego liczne gatunki Lyophyllum, Tricholoma, Lepista, Hypsizygus, a także C. racemosa. Na podstawie wyników tej analizy, a także unikalnych cech takich jak odgałęzienia trzonków, zabarwienie owocników i ich charakterystyczne reakcje na próby chemiczne, utworzono nowy, monotypowy rodzaj Dendrocollybia.
Pozycja w klasyfikacji według Index Fungorum: Tricholomataceae, Agaricales, Agaricomycetidae, Agaricomycetes, Agaricomycotina, Basidiomycota, Fungi.
Synonimy:

- Agaricus racemosus Pers. 1797
- Collybia racemosa (Pers.) Quél. 1873
- Microcollybia racemosa (Pers.) Lennox. 1979
- Mycena racemosa (Pers.) Gray. 1821
- Sclerostilbum septentrionale Povah. 1932
- Sclerotium lacunosum Pers. 1794
- Tilachlidiopsis racemosa Keissl 1924

W 2025 r. Komisja ds. Polskiego Nazewnictwa Grzybów Polskiego Towarzystwa Mykologicznego zarekomendowała dla rodzaju Dendrocollybia nazwę pieniążnik, a dla gatunku D. racemosa nazwę pieniążnik rozgałęzionotrzonowy.

## Charakterystyka

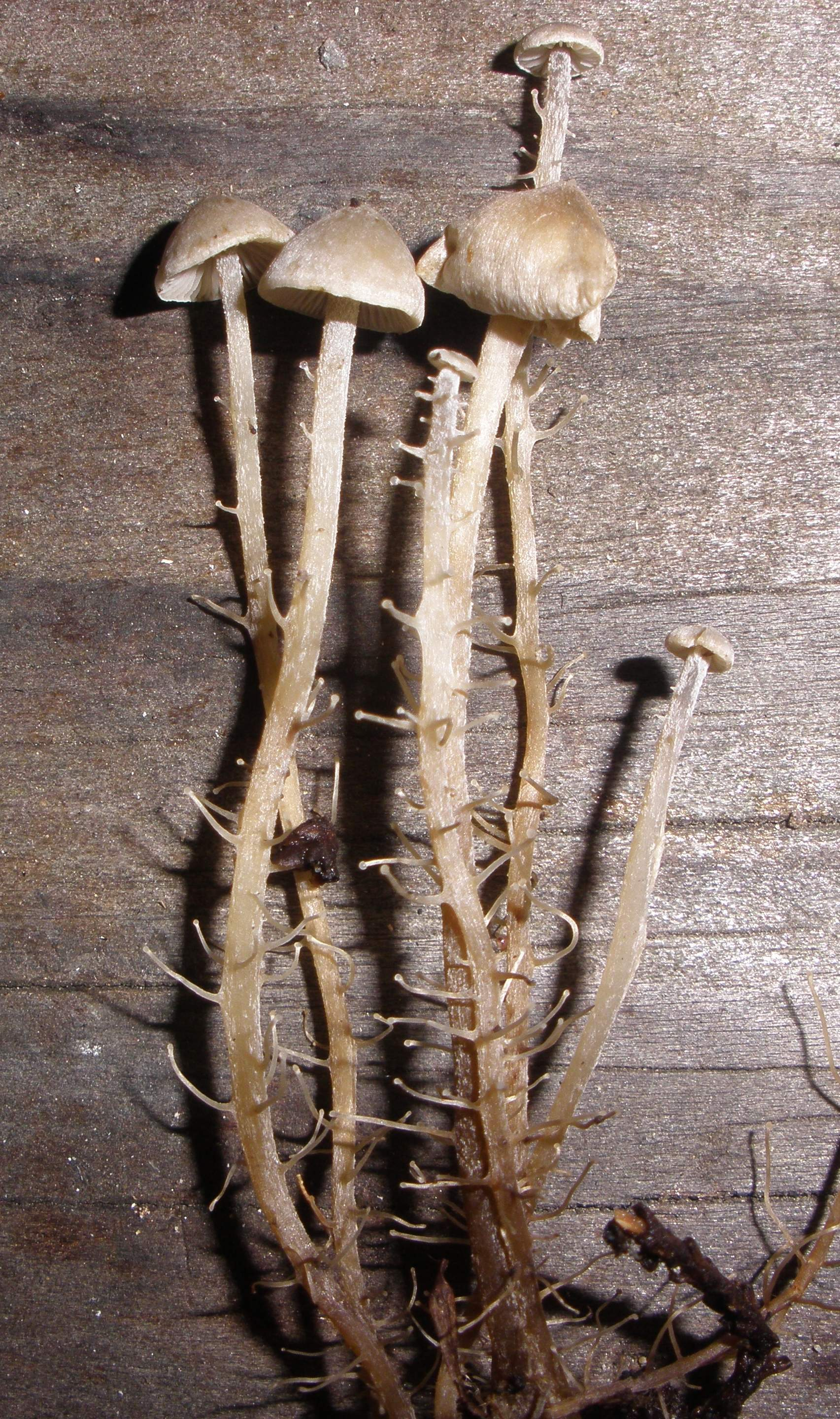
Grupa owocników, widoczne odgałęzienia trzonów z konidiami

### Morfologia
Kapelusz Dendrocollybia racemosa ma średnicę zazwyczaj 3 do 10 mm, i w zależności od stopnia dojrzałości może być stożkowaty lub wypukły, lub, w przypadku dojrzałych owocników, spłaszczony z wypukłością na środku. Powierzchnia kapelusza jest sucha i matowa, jedwabista w dotyku. Kolor jest ciemnoszarobrązowy, blednie stopniowo od środka kapelusza ku jego brzegom. Brzeg jest zwykle podwinięty w stronę blaszek; w starszych owocnikach może się wyprostować, ma też tendencję do kruszenia się i pękania. Na powierzchni kapelusza niekiedy obserwuje się delikatne rowki odpowiadające ułożeniu blaszek po spodniej stronie kapelusza; brzeg może być wtedy karbowany. Miąższ jest bardzo cienki i delikatny, bezbarwny, o słabo wyczuwalnym zapachu i smaku. Blaszki są stosunkowo szerokie, ciasno przytwierdzone do trzonu, gęsto ustawione, szarawe lub szarobrązowe, nieco ciemniejsze niż kapelusz. Dodatkowe blaszki, tzw. lamellulae niedochodzące do samego trzonu; są ustawione w trzech warstwach o równej długości. Niekiedy grzyb wykształca owocniki z „poronnymi” kapeluszami lub bez kapeluszy w ogóle.
Trzon ma długość 4 do 6 cm i około 1 mm średnicy. Trzon zwęża się u podstawy w dłuższy „korzeń”, zakończony czarną, mniej więcej okrągłą sklerotą. Trzon może być głęboko osadzony w podłożu. Powierzchnia trzonu jest zbliżona barwą do kapelusza, lekko białawo oprószona w górnej części. W dolnej części trzon jest brązowawy, ma też delikatne pionowe rowki. Od dolnej połowy odchodzą nieregularnie pod kątem prostym krótkie gałązkowate wypustki, o wymiarach 2–3 na 0,5 mm. Mają cylindryczny kształt i zwężają się ku końcowi, pokrytemu śluzem zawierającym konidia. D. racemosa jest jedynym znanym gatunkiem grzyba, wykształcającym konidia na bocznych odgałęzieniach trzonu owocnika. Sklerota z której wyrasta trzon jest wodnistoszara i homogenna na przekroju, z czarną osłonką. Ma średnicę od 3 do 6 mm.

### Cechy mikroskopowe
Zarodniki są wąsko elipsoidalne lub owoidalne, cienkościenne, hialinowe, o wymiarach 4–5,5 na 2–3 µm. Potraktowane odczynnikiem Melzera przybierają jasnoniebieski kolor. Podstawki z czterema zarodnikami, mają wymiary 16–20 na 3,5–4 µm, stopniowo zwężają się ku podstawie. Cystydy u tego gatunku nie wykształcają się. Powierzchnia kapelusza jest zbudowana ze zbitych, promieniście ułożonych, dość grubych strzępek.
Konidia mają rozmiary 8,5–12 na 4–5 µm, kształt orzechów ziemnych i są nieamyloidalne.
W przeciwieństwie do trzech gatunków rodzaju Collybia, D. racemosa daje negatywne wyniki w najczęściej stosowanych w mykologii do identyfikacji próbach chemicznych, w tym próby z aniliną, alfa-naftolem, gwajakiem, sulfoformolem i fenolem.
Szarawy kolor owocników wywołany jest przez złogi barwników, prawdopodobnie melaniny, zatopione w miąższu trzonu i kapelusza, w tym hymenoforu. Barwniki takie nie występują u rodzaju Collybia.

### Postać anamorficzna
Wykazano, że anamorfą Dendrocollybia jest Tilachlidiopsis racemosa (wcześniej znana pod nazwą Sclerostilbum septentrionale, opisana przez Alfreda Povaha w 1932 roku). Synnemy Tilachlidiopsis racemosa zawsze rosną na trzonie Dendrocollybia. Anamorfy mają bardzo niski zakres optymalnej temperatury dla wzrostu (od 12 do 18 °C; zakres tolerowanej temperatury 3 do 22 °C). Uważa się, że jest to wyraz przystosowania, pozwalającego grzybni na szybki wzrost i wykształcenie owocników na bardzo nietrwałym podłożu, jakim są rozkładające się owocniki grzybów.

## Biologia
Dendrocollybia racemosa jest grzybem saprotroficznym. Jego owocniki wyrastają na owocnikach pieczarkowców, zwykle mleczajów i gołąbków, w stadium posuniętego rozkładu. Spotykane są też rzadziej w małych skupiskach na ściółce z igliwia. Dendrocollybia jest jednym z czterech rodzajów pieczarkowców, których rozwój jest obligatoryjnie związany z owocnikami innych grzybów tej grupy – pozostałymi trzema są Squamanita, Asterophora i Collybia.

## Występowanie
Dendrocollybia ma szeroki zasięg występowania, obejmujący strefę umiarkowaną. Dane do rozmieszczenia tego grzyba są jednak niekompletne ze względu na rzadkość obserwacji. W Stanach Zjednoczonych zasięg ograniczony jest do Wybrzeża Północno-Zachodniego. Występuje w Europie, także w Polsce (w Małej Dolinie w Pieninach). Grzyb wykazany jest w Duńskiej Czerwonej Księdze jako narażony na wyginięcie.

## Znaczenie
Nie wiadomo czy jest jadalny – owocniki są zbyt niepozorne i rzadkie.